# Petit manseng

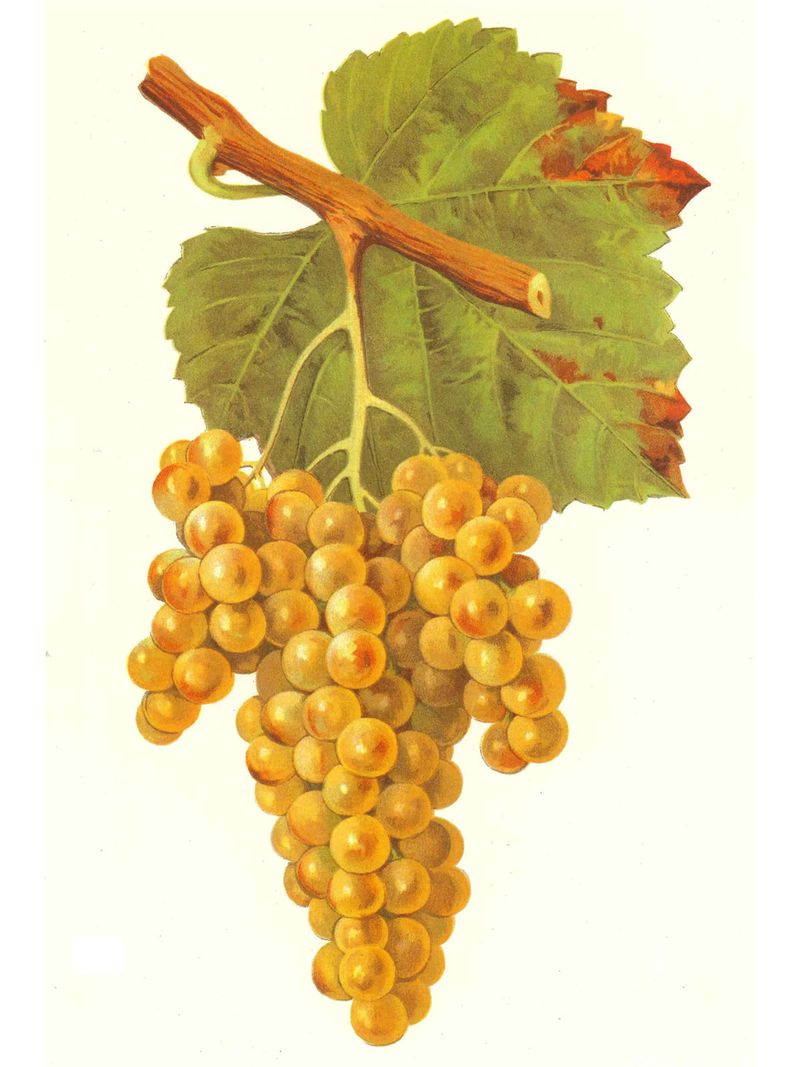
Racimo de petit manseng en la obra de Viala y Vermorel.

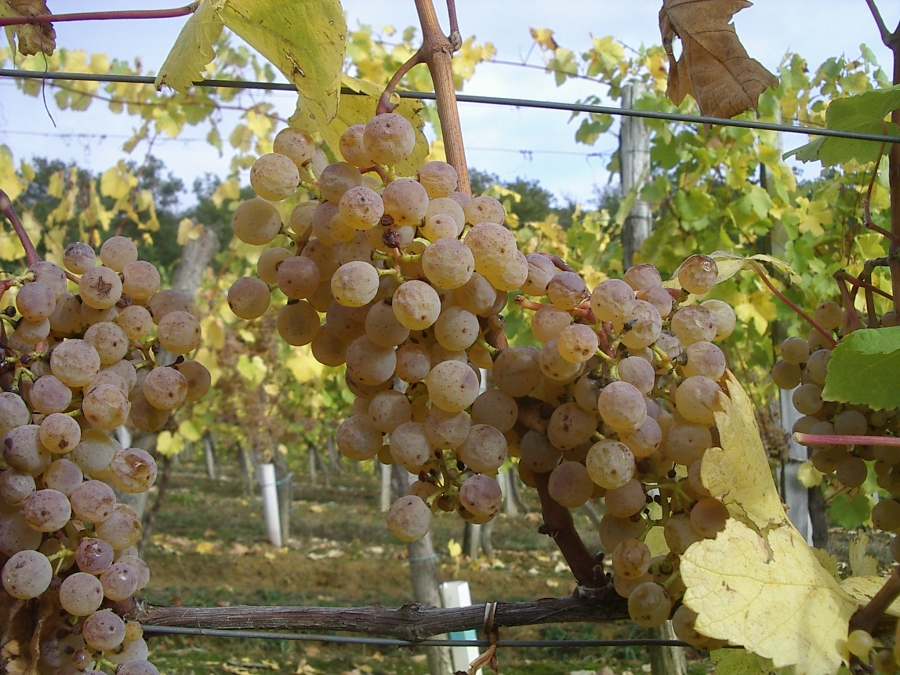
Racimos de petit manseng muy maduros, para una cosecha tardía.

La petit manseng, conocida en el País Vasco como izkiriot ttipi, es una uva blanca de vino que crece sobre todo en el suroeste de Francia. Produce el vino de mayor calidad dentro de la familia de uvas manseng. El nombre petit ("pequeña" en español) se deriva de su pequeño tamaño. Las uvas tienen pieles gruesas. Dados los pequeños rendimientos de la vid, muchos viticultores producen unos 15 hl de vino por hectárea. La suele ser dejada en la vid hasta diciembre para producir un vino de postre con uvas cosechadas de forma tardía. La uva crece sobre todo en Gascuña, Jurançon y Pacherenc du Vic-Bilh pero recientemente ha generado interés en zonas vitícolas de Nuevo Mundo como en los estados estadounidenses de California, el norte de Georgia, Virginia y Ohio, así como en Australia. La razón es que se espera que siga la senda de popularidad de la viognier entre los consumidores de vino blanco. Está presente en Uruguay, a donde fue llevada por los emigrantes vascos, junto con la tannat. A pesar de ser que la manseng puede ser una uva tinta (manseng noir) y la petit manseng es una uva blanca, normalmente el vino de petit manseng se etiqueta simplemente como "manseng".

## Sinónimos
La petit manseng es conocida también con los sinónimos izkiriot ttipi (en España), ichiriota zuria tipia (en España), escriberou, mansein, mansein blanc, manseing, mansenc blanc, mansenc grisroux, manseng blanc, manseng petit blanc, mansengou, mansic, mansin, mausec, mausenc blanc, miot, petit mansenc y petit manseng blanc.